# Enseignement de l'histoire

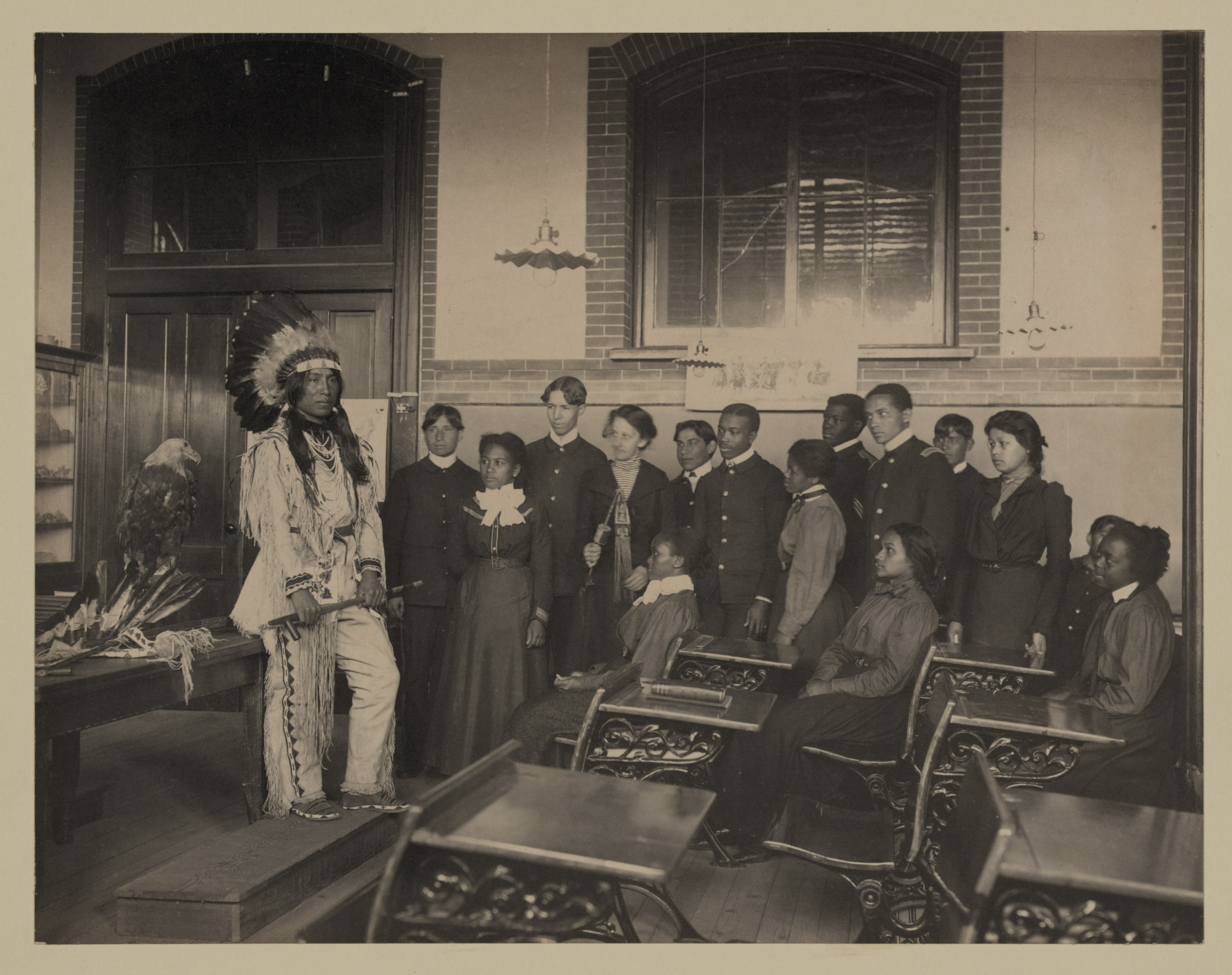
Un Sioux portant des vêtements tribaux, en cours d'histoire américaine au Hampton Institute à Hampton (Virginie) en 1899.

L'enseignement de l'histoire est une discipline pédagogique et didactique visant à transmettre aux élèves et étudiants les connaissances, compétences, méthodes et réflexions propres à la science historique. Présent dans les programmes scolaires de nombreux pays, cet enseignement joue un rôle crucial dans la formation intellectuelle et citoyenne des apprenants. Il permet non seulement d'acquérir des repères chronologiques et factuels sur le passé, mais aussi de développer l'esprit critique, la capacité d'analyser et de hiérarchiser des sources et la compréhension des enjeux contemporains à la lumière des événements passés.

## Méthodes d'enseignement
L'enseignement de l'histoire peut prendre la forme de cours magistraux, dialogués ou non, en général appuyés par un support visuel et/ou un exemplier. Alternativement, il peut se traduire par la lecture, collective ou individuelle, commentée par l'enseignant ou non, d'extraits de manuels d'histoire ou d'autres sources secondaires. Des exercices de compréhension, de synthèse ou de schématisation (frise, organigramme, etc.) peuvent accompagner cette lecture. Le cours d'histoire peut aussi prendre la forme d'analyses de sources primaires de nature diverse (texte, image, vidéo, etc.), précédées d'une initiation aux méthodes d'analyse des sources, ou celle d'exposés thématiques préparés, partiellement ou totalement, à la maison. L'organisation de débats peut aussi prendre place au sein d'un cours d'histoire.    

## En Amérique

### États-Unis
Aux États-Unis, les cours d'histoire et de sciences humaines aident les jeunes Américains à développer leur esprit civique, à s'intégrer à une communauté et à reconnaître les droits et les devoirs que partagent les habitants du pays.

## En Europe

### France

#### Enseignement secondaire
Dans l'enseignement secondaire du système éducatif français, la matière consacrée aux sciences humaines se compose de l'histoire, la géographie et l'enseignement moral et civique au collège. Elle se poursuit accompagnée des sciences économiques et sociales au lycée général et technologique. Elle est rattachée aux Lettres au lycée professionnel.

#### Enseignement supérieur

##### CAPES
Le CAPES (certificat d'aptitude au professorat de l'enseignement secondaire) d'histoire-géographie est le concours de recrutement des professeurs des collèges et lycées généraux et technologiques, dans les disciplines de l'histoire et de la géographie. C'est une formation diplômante reconnue par le ministère de l'Éducation nationale en France qui s'ajoute à une formation initiale de haut niveau délivrée par des universités françaises. 
Ce concours comporte des épreuves validant un haut niveau de qualification scientifique et des compétences pédagogiques pour enseigner à des élèves. Initialement réservé aux titulaires d’une licence universitaire française en histoire ou géographie, il permettait, après réussite, d’accéder à un stage en établissement. Les candidats stagiaires devaient rédiger un mémoire professionnel, être observés en classe à deux reprises et suivre des cours avec un tuteur expérimenté, rémunéré pour ce rôle. La titularisation intervenait après validation par le chef d’établissement, les tuteurs et les formateurs des IUFM, lors de l’année de stage.  Une nouvelle formule du concours entre en vigueur à la session 2022, dans laquelle la dimension pédagogique est renforcée, à la fois pour les épreuves écrites et pour les épreuves orales. Désormais, deux parcours sont possibles : le stage en établissement à plein temps après un master MEEF en INSPE ou un stage à mi-temps après un master Recherche, avec une formation complémentaire en INSPE.

##### Agrégation
L'agrégation d'histoire est un concours français permettant le recrutement des professeurs agrégés enseignant l'histoire-géographie au lycée ou l'histoire en CPGE. 
Créée en 1943, comme l'agrégation de géographie, pour remplacer l'agrégation d'histoire et géographie, c'est l'une des agrégations littéraires les plus attractives et les plus sélectives. À ce titre, elle fait fréquemment office de critère de sélection pour enseigner l'histoire à l'université,.

### Suisse
En Suisse, l'histoire est enseignée à l'école primaire et au secondaire I. Au secondaire II, elle est enseignée dans les programmes menant à la maturité gymnasiale, à la maturité professionnelle, au certificat de culture générale et à la maturité spécialisée. À l'université, elle est enseignée au sein des facultés des lettres.    
Les enseignants d'histoire sont formés dans les hautes écoles pédagogiques ou dans les instituts universitaires de formation des enseignants. Dans plusieurs cantons, la formation pour devenir enseignant d'histoire dans le secondaire I est distincte de celle pour devenir enseignant dans le secondaire II.  

## Shoah
L'éducation sur la Shoah est l'effort, dans un cadre formel ou informel, d'enseigner l'histoire de la Shoah. L'enseignement de la Shoah est une approche pédagogique de transmission de l'histoire de la Shoah, en s'appuyant sur un programme scolaire et sur l'étude de manuels. L'International Holocaust Remembrance Alliance désigne cette pratique comme « enseignement et apprentissage sur la Shoah ».